# Maan Sassen
Emmanuel Marie Joseph Antony Sassen, detto Maan ('s-Hertogenbosch, 11 settembre 1911 – 's-Hertogenbosch, 20 dicembre 1995), è stato un politico olandese, esponente del Partito Popolare Cattolico.
È stato ministro e commissario europeo.

## Provenienza e formazione
Il padre di Sassen era un magistrato. Sassen era figlio unico.
Sassen frequentò il liceo a 's-Hertogenbosch, poi nel 1930 si iscrisse alla facoltà di giurisprudenza dell'università cattolica di Nimega. Nel 1936 terminò gli studi e cominciò a lavorare come avvocato a 's-Hertogenbosch.

## Carriera politica
Dopo avere fatto parte del movimento conservatore Brabantia Nostra, nel 1938 Sassen si iscrisse al Partito Nazionale Cattolico, precursore del Partito Popolare Cattolico nato nel 1945, e diresse il circolo del partito a 's-Hertogenbosch. Tra 1940 e 1941 partecipò anche al movimento di unità nazionale Nederlandse Unie contro l'occupazione nazista del paese.
Nel luglio 1939 Sassen venne eletto membro dell'assemblea provinciale del Brabante Settentrionale. Vi fece parte fino al 1º settembre 1941. Nel 1942 venne trasferito dai nazisti nel campo di concentramento di St. Michielsgestel, dove rimase fino al dicembre 1943.

### Carriera a livello nazionale
Nel dicembre 1945 Sassen venne eletto vicesegretario del Partito Popolare Cattolico e lo rimase fino al 1948, rappresentando l'ala innovatrice del partito, influenzata dal pensiero di Maritain e desiderosa di creare un partito con un'ampia base popolare. Dal 1950 al 1957 fece parte della direzione centrale del partito. Tra 1945 e 1946 Sassen partecipò anche al movimento Nederlandse Volksbeweging. Dal 1949 al 1958 fu vicepresidente delle Nouvelles équipes internationales, che costituirono la radice del Partito popolare europeo.
Tra 1945 e 1946 Sassen fece parte del governo provinciale del Brabante Settentrionale, si dimise dopo l'elezione alla Camera dei rappresentanti nel giugno 1946. Continuò tuttavia a fare parte dell'assemblea provinciale fino al 1958. Fece parte della delegazione olandese alla conferenza dell'Organizzazione Internazionale del Lavoro del 1945 e alle prime due sessioni dell'assemblea generale delle Nazioni Unite.
Nel 1948 Sassen fece parte del comitato parlamentare incaricato di preparare proposte per gli emendamenti costituzionali relativi alle Indie Orientali Olandesi e partecipò alla tavola rotonda per l'Indonesia. Il 7 agosto 1948 si dimise dall'incarico di parlamentare e venne nominato ministro dei territori d'oltremare. Durante il suo mandato venne approvato l'emendamento costituzionale che aprì la strada per un parziale trasferimento di sovranità alle Indie orientali, anche se nella prospettiva di una federazione e non della concessione dell'indipendenza. La linea seguita da Sassen si rivelò poco efficace e poco condivisa dagli alleati di governo e lo stesso atteggiamento del ministro venne contestato, per cui nel febbraio 1949 Sassen venne costretto a lasciare l'incarico. Dopo il fallimento politico Sassen tornò a dedicarsi alla professione legale, allontanandosi temporaneamente dalla politica.
Il 1º aprile 1950 Sassen venne nominato membro del Tribunale centrale di appello, ne fece parte fino al 1958. Proseguì tuttavia l'attività politica, riuscendo ad essere eletto membro del Senato nel luglio 1952 e poi nuovamente nel novembre 1956. Nei primi anni cinquanta Sassen fece parte del gruppo Steenberghe, una corrente conservatrice all'interno del Partito Popolare Cattolico. Sassen fu portavoce del gruppo parlamentare del suo partito per le questioni giudiziarie, poi fu anche portavoce per la difesa, gli affari esteri e gli affari economici. Si interessò anche alle questioni finanziarie e ai trasporti. Tra il 1955 e il 1958 Sassen fu membro della commissione parlamentare per la difesa.

### Carriera a livello europeo
Nel settembre 1952 Sassen divenne membro dell'Assemblea comune della Comunità europea del carbone e dell'acciaio e vi presiedette il gruppo cristiano-democratico. Tra 1957 e 1958 prese parte al Consiglio consultivo interparlamentare del Benelux. Tra il 1º gennaio e il 13 febbraio 1958 Sassen fece parte anche dell'Assemblea parlamentare europea appena creata.
Il 1º marzo 1958 Sassen venne nominato membro della Commissione della Comunità europea dell'energia atomica. Ne fece parte fino al 1º luglio 1967.
Dopo l'entrata in vigore del trattato di fusione, il 2 luglio 1967 Sassen entrò in carica come commissario europeo nell'ambito della Commissione Rey. Gli venne assegnata la delega alla concorrenza. Rimase in carica fino al 1º luglio 1970. Durante il suo mandato un altro olandese, Sicco Mansholt, fece parte della commissione: si è trattato dell'unico periodo in cui i Paesi Bassi hanno espresso due commissari europei.
Dal 1971 Sassen fu capo della rappresentanza permanente dei Paesi Bassi presso le Comunità europee. Nel 1977 andò in pensione. Nel 1979 fu nominato membro del comitato di studio per la revisione del trattato della Comunità europea dell'energia atomica.

## Attività successive
Dopo la fine della vita politica Sassen mantenne alcuni incarichi dirigenziali e consultivi in società olandesi.

## Vita personale
Sassen fu sposato ed ebbe quattro figli dal primo matrimonio. La prima moglie era nipote del politico Carl Romme, ministro per gli affari sociali all'epoca del matrimonio. Dopo la sua morte, Sassen si risposò.
Era di fede cattolica.